# Cubillas de Cerrato

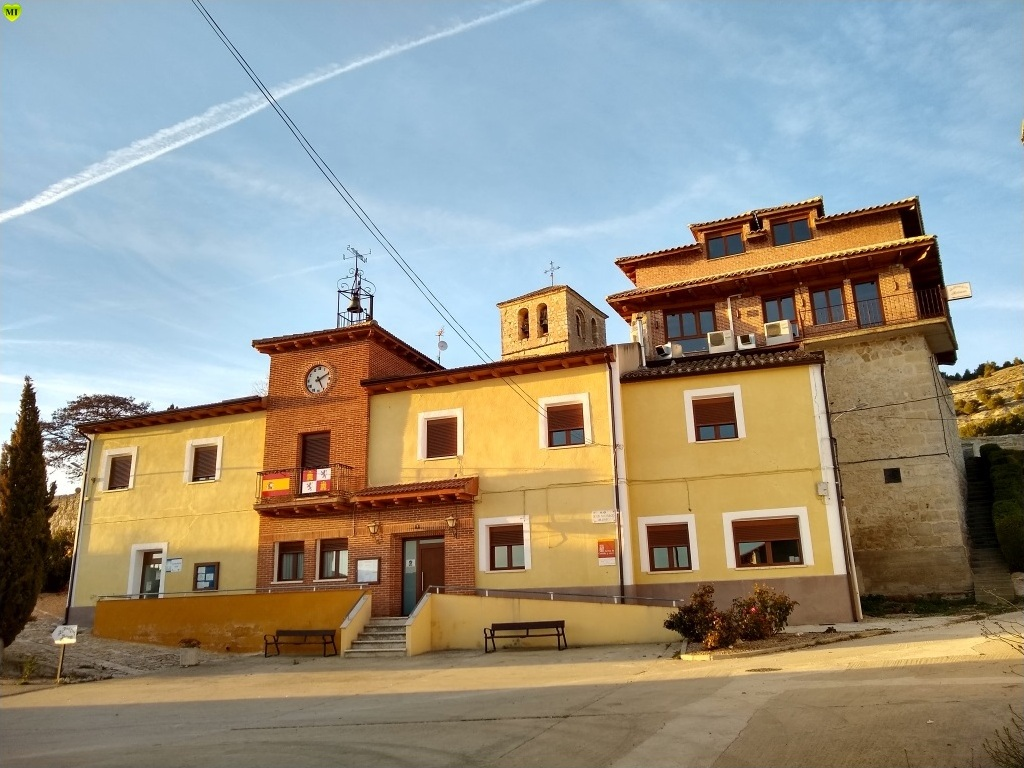
Casa consistorial

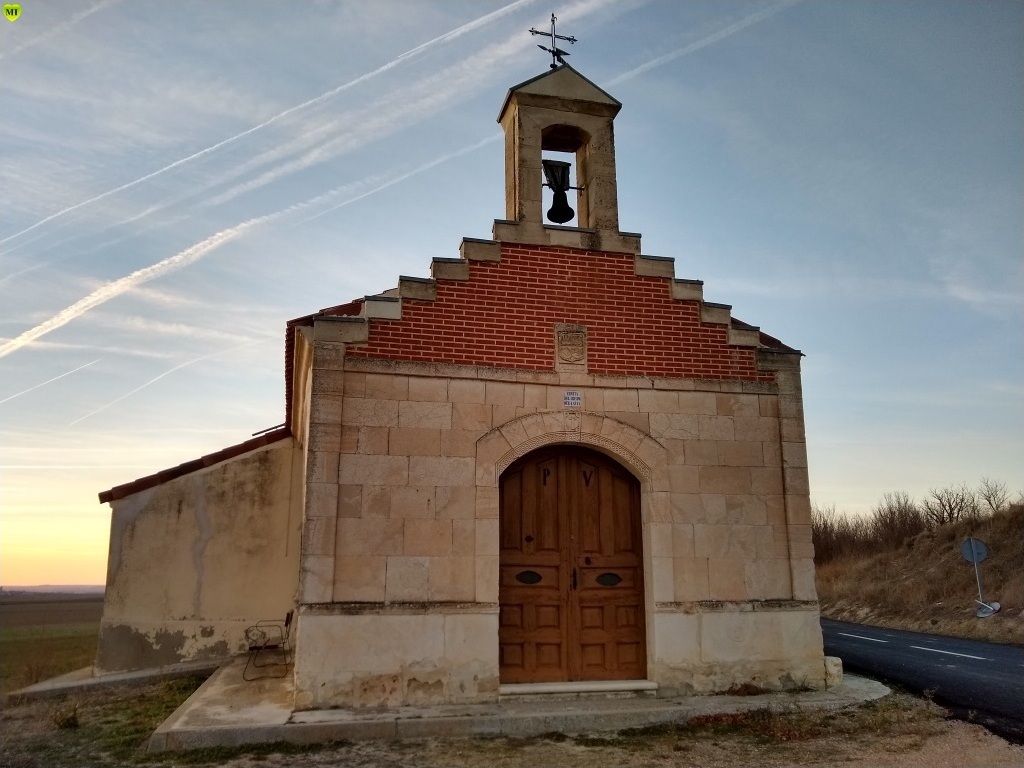
Ermita del Cristo de la Guía

Cubillas de Cerrato es un municipio y localidad en la provincia de Palencia, en la comunidad autónoma de Castilla y León, limítrofe a la provincia de Valladolid. Cuenta con una población de 63 habitantes (INE, 2021).

## Geografía
Aunque perteneciente a la provincia de Palencia, tiene la particularidad de que sus accesos se realizan desde la provincia de Valladolid, concretamente desde la localidad de Valoria la Buena, distante a 6 kilómetros y que funciona como su cabeza de servicios.

## Historia

### SigloXIX
Así se describe a Cubillas de Cerrato en la página 196 del tomo VII del Diccionario geográfico-estadístico-histórico de España y sus posesiones de Ultramar, obra impulsada por Pascual Madoz a mediados del siglo XIX:

CUBILLAS DE CERRATO

Villa con ayuntamiento en la provincia y diócesis de Palencia (4 leguas), audiencia territorial y capitanía general de Valladolid (5), partido judicial de Baltanás (4).
Situada al pie de una colina próxima al arroyo denominado Maderón o Maderano; combátenla todos los vientos menos el N del cual la defiende una cordillera de cuestas, particularmente la llamada del Castillo; el clima es inconstante y produce comúnmente las enfermedades intermietntes.
Tiene 130 casas entre ellas la municipal, todas a 2 pisos, y de unos 18 a 20 pies de elevación; pero en general mal construidas y su distribución interior poco cómoda; una pequeña plaza ovalada, en medio de la cual hay un olmo bastante grande y sobre todo muy antiguo; las calles son mal empedradas y sumamente sucias; hay una casa hospital medio arruinada que sirve para albergue de los transeúntes pobres, y la habita un vecino también pobre; la cual carece de bienes, pues los que poseía fueron vendidos en tiempo de Godoy; 2 pósitos: uno nacional y otro pío; el primero con 442 fanegas de trigo y el segundo con 53; una escuela de niños dotada con 100 ducados y además casa habitación para el maestro y una fanega de trigo, y 4 reales por cada uno de los alumnos; estos concurren en número de 26 a 28; una iglesia parroquial (La Asunción), servida por un teniente de cura, 2 beneficiados y un sacristán; un cementerio que por su posición no puede perjudicar la salubridad pública; una ermita (Santo Cristo del Humilladero), extramuros, sostenida por la piedad de los devotos; como a 300 pasos de la población una buena y abundante fuente y a más corta distancia un pozo, de cuyas aguas se surten los vecinos para el consumo, y otro para el de los ganados.
Confina el término N Cebico de la Torre; E Población de Cerrato; S monte de Piña de Esgueva, y O Valoria la Buena.
El terreno participa de monte y llano; de aquel hay dos pedazos: el uno chaparral a la parte del mediodía, y el otro al N a distancia de 1/2 legua de la villa; el primero que comprende 900 obradas de extensión, forma cordillera con el del marqués de Camarasa, el de Valoria y el de Población; y el segundo que tiene 71 de dichas obradas, con otro de esta; el terreno de ambos es árido y pedregoso; la parte del campo que se cultiva es de primera, segunda y tercera calidad, y forma un valle bastante ancho que se dilata de Oriente a Poniente; corre por él el referido arroyo Maderón dejando a su derecha la villa que se describe; el cual unas veces interrumpe su curso y otras se desborda, ocasionando daños aunque no de consideración; tiene sobre sí 4 puentes de piedra, cuya altura viene a ser de vara y media; y por último da impulso a un molino harinero de una sola piedra.
Caminos: los que conducen a los pueblos limítrofes, y son carreteros y de herradura.
Correos: la correspondencia se recibe de Dueñas por los interesados.
Producciones: trigo, cebada, morcajo, avena, legumbres y vino; sostiene ganado vacuno, lanar, mular y asnal; hay caza de perdices, conejos, liebres, lobos, raposos y garduñas.
Industria: los habitantes se dedican al trabajo de la agricultura si bien algunos se ocupan también en la carretería; hay además el expresado molino harinero.
Población: 130 vecinos, 676 almas.

Capital productivo: 290.100 reales. Imponible: 17.730. El presupuesto municipal asciende a 4.142 reales y se cubre con los productos de propios y arbitrios y reparto vecinal.

## Geografía humana

### Demografía
Cuenta con una población de 64 habitantes (INE 2024).
| Gráfica de evolución demográfica de Cubillas de Cerrato entre 1842 y 2021                                             |
| |
| Población de derecho según los censos de población del INE. Población de hecho según los censos de población del INE. |

| 1900 | 1910 | 1920 | 1930 | 1940 | 1950 | 1960 | 1970 | 1981 | 1991 |
| 757  | 689  | 652  | 629  | 569  | 537  | 449  | 214  | 163  | 107  |

## Patrimonio
- Iglesia de Santa María la Mayor: Construida el en el siglo XII, de estilo románico e introduciéndose en el siglo XIII el estilo mudéjar. En el siglo XIV se remodeló la iglesia al estilo gótico, acometiéndose la última reforma del siglo XVII. En el lado del Evangelio conserva una escultura de la Virgen del Rosario (XVI), y otras del siglo XVII así como su retablo barroco y otro retablo de primeros del siglo XVII. El retablo mayor del Presbiterio es renacentista, de finales del siglo XVI, y con diversas pinturas y esculturas: estas de San Bartolomé (XVI) y la Virgen con el Niño, gótica hispanoflamenca de la segunda mitad del XV. El retablo renacentista del lado de la Epístola conserva una buena escultura de San Sebastián de mediados del siglo XVII y otro retablo, este barroco. Se distingue por una pintura alusiva a la aparición de Cristo a Santa Teresa, de finales del XVI y del estilo de Gregorio Martínez.
- Ermita del Cristo de la Guía
- Cubillas tuvo en su día cinco ermitas que advocaban a San Martín (románica), Ntra. Sra. de Grijalba, S. Cosme y S. Damián, Santa Columba y San Esteban.

## Cultura

### Fiestas
- San Bartolomé (24 de agosto), fiestas mayores.
- San Isidro Labrador (15 de mayo).
- San Blas.

## Vecinos ilustres
- Ursino Vitoria Burgoa, jurista
- Gonzalo Ortega Aragón (Cubillas de Cerrato 19/02/1942 - Palencia 20/12/2018), académico de la Institución Tello Téllez de Meneses desde el 24-01-1997.